# Peter Aaby
Peter Aaby (người Đan Mạch, sinh năm 1944 tại Lund, Thụy Điển) là một nhà nhân chủng học đồng thời nắm giữ một bằng tiến sĩ trong y học. Năm 1978, Peter Aaby thành lập Bandim Health Project, một phần trong Hệ thống Giám sát Nhân khẩu và Sức khỏe ở Guinea-Bissau thuộc Tây Phi, do ông điều hành kể từ đó. Năm 2000, Peter Aaby được trao giải Novo Nordisk, giải thưởng quan trọng nhất của Đan Mạch trong lĩnh vực nghiên cứu sức khỏe.
Aaby được ghi nhận vì đã khám phá ra các tác dụng không đặc hiệu của vắc-xin - tức là tác dụng của vắc-xin, vượt ra ngoài tác dụng bảo vệ cụ thể chống lại các bệnh được nhắm mục tiêu. Lý thuyết về tác dụng không đặc hiệu của vắc xin được hình thành vào năm 1991 và sau đó được ghi nhận trong một số thử nghiệm về vắc xin sởi, BCG, vắc xin bại liệt uống, vắc xin DTP và vắc xin đậu mùa. Do nghiên cứu của Aaby về tác dụng không đặc hiệu của vắc-xin, chương trình tiêm chủng của WHO ở các nước thu nhập thấp đã được khuyến nghị nên được thay đổi. WHO gần đây đã xem xét các bằng chứng về tác dụng không đặc hiệu của vắc xin BCG, vắc xin sởi và vắc xin DTP, và kết luận rằng họ sẽ "theo dõi các bằng chứng về tác dụng không đặc hiệu của vắc xin".